# Mayfair Studios
Els Mayfair Studios és un estudi d'enregistrament ubicat en Primrose Hill, Londres, Anglaterra. Originalment, l'estudi es va ubicar a Mayfair, Londres, als anys 1960, d'allà el nom que rep. Molts coneguts artistes i músics han gravat a Mayfair Studio: Tina Turner, The Clash, Pink Floyd, Bee Gees i The Smiths.